# Isny im Allgäu
Isny im Allgäu – miasto uzdrowiskowe w Niemczech, w kraju związkowym Badenia-Wirtembergia, w rejencji Tybinga, w regionie Bodensee-Oberschwaben, w powiecie Ravensburg. Leży w regionie Allgäu.
Jest siedzibą wyższej szkoły zawodowej, trzech klinik specjalizujących się w odnowie biologicznej.

## Współpraca
Miejscowości partnerskie:
- Andrychów, Polska
- Flawil, Szwajcaria
- Notre-Dame-de-Gravenchon, Francja
- Sotkamo, Finlandia
- Street, Wielka Brytania